# Скепеу
Скепеу (рум. Scăpău) — село у повіті Мехедінць в Румунії. Входить до складу комуни Девесел.
Село розташоване на відстані 267 км на захід від Бухареста, 19 км на південь від Дробета-Турну-Северина, 87 км на захід від Крайови.

## Населення
За даними перепису населення 2002 року у селі проживали 932 особи.
Національний склад населення села:
| Національність | Кількість осіб | Відсоток |
| -------------- | -------------- | -------- |
| румуни         | 771            | 82,7%    |
| цигани         | 161            | 17,3%    |

Рідною мовою назвали:
| Мова      | Кількість осіб | Відсоток |
| --------- | -------------- | -------- |
| румунська | 821            | 88,1%    |
| циганська | 111            | 11,9%    |